# Södra Vika
Södra Vika var en småort i Mora socken i Mora kommun i Dalarna som numera ingår i tätorten Stenis och Vika.